# 神田川JET GIRLS
『神田川JET GIRLS』（かんだがわジェットガールズ）は、KADOKAWA・マーベラス・EGG FIRMによるメディアミックス作品。『神田川ジェットガールズ』と表記されることもある。
『閃乱カグラ』や『VALKYRIE DRIVE』、『UPPERS』を手掛けた高木謙一郎がメインプロデューサーを務め、鳴子ハナハルがキービジュアルやゲーム、テレビアニメのキャラクター原案を務めるメディアミックスプロジェクトである。
若干海面上昇した世界を舞台に、「ジェットレース」と呼ばれる2人1組で搭乗する水上レースマシン同士による、攻撃ありの水上レースを主体とする。
事実上の後継作として基本無料ゲーム『ドルフィンウェーブ』が開発、配信された。

## あらすじ
「ジェットレース」とは、ジェッターとシューターの2人1組で「ジェットマシン」と呼ばれる変形加速機構（ブースト）を備えた水上オートバイに搭乗して行う、レース形式のウォータースポーツで、この世界ではメジャースポーツとなっている。
ジェッターはマシンを操作し、シューターは水の容量分攻撃可能な「ウォーターガン」で対戦相手やマシンに攻撃して、対戦相手の行動やマシンの性能を阻害するという、シューティング要素のあるレーシングスポーツである。
波黄凛は、伝説のジェッターである母親を持ち、ジェットレーサーになることを夢見る少女で、その夢を叶えるため長崎県の五島列島から東京へやってきた。ジェットレースの聖地・浅草へやってきたその日、蒼井ミサと出会いパートナーになる。
その後、ライバルである紫集院かぐやと満腹黒丸に出会い、ジェットレースで勝負することになる。2人はこれによって、絆を少しずつ深めていくことになる。

## 登場人物

### 神田川ジェットガールズ
波黄 凛（なみき りん）
声 - 篠原侑
本作の主人公。区立浅草女子高校1年。15歳。長崎県の五島列島・小値賀町から転校してきた。純朴で明るく素直な性格をしているため、誰とでも仲良くなることができる。亡き母親が“伝説のジェッター”として知られている波黄蘭であり、自身も長崎にいる時は小型ジェットマシンで通学していたためセンス抜群で操縦技術は優れているが、過去に公式のレースに参加したことはないため、現在の機体の機能や公式レースのルールにはやや疎いところがある。寮でミサのルームメイトとなる。長崎の方言で「可愛い」を意味する「みじょか～」をよく口にする。趣味は似顔絵を描くことで、艇庫兼部室の看板やチームマークのデザインを手掛けた。
浅草女子高校のジェットレース部が廃部されていた事を知り、部を再開するために顧問教師と部員集めに奔走し、規定を満たして活動を始める。今は高校の寮で暮らしているが、転校するまでは父親（声 - 立木文彦）と暮らしていた。 母への憧れが強すぎるあまり彼女のスタイルから抜け出せず悩んでいた時期もあったが、帰省中に再会したパン姉妹が語る母の思い出から、母の真似だけではない自分のスタイルを見出す。
蒼井 ミサ（あおい ミサ）
声 - 小原莉子
区立浅草女子高校1年。15歳。人気ジェットレーサーだった姉のリサに憧れて中学生の時からジェットレースをやっており、「将来性があるシューター」として専門誌に紹介されるほど同年輩のレーサーの間でも名が知られていた。しかし、常にリサと比較されるというコンプレックスと大事な試合での失敗から、大好きなジェットレースをやめてジェットレース部が廃部されている浅草女子高校に入学した。だが、高校にジェットマシンがあることを知ると、密かにシミュレータで練習をしていた。そして、凛と出会ったことで再開する。クールな性格で積極的に人と関わろうとしなかったため、マナツから「浅女（あさじょ）のゴリゴリシューター」と呼ばれたこともある。だが、ぐいぐい距離を縮めてくる凛に戸惑いつつも次第に良きパートナーとなっていき、元々ハイレベルだったシューターとしての腕も本領を発揮して行く。凛と仲良くする他校のレーサー達に対してヤキモチを妬くような面も垣間見せる。ウォーターガンはアサルトライフルを使用し、長距離でも正確な射撃が可能な高い技術を持つ。
鶴野 ひな（つるの ひな）
声 - 杉浦しおり
区立浅草女子高校1年。マネージャー。凛とミサが暮らす高校の寮で寮母を務める鶴野みなと（声 - 種﨑敦美）の娘で、寮の食事を作っている。
吉徳 キリコ（よしとく キリコ）
声 - 河瀬茉希
区立浅草女子高校1年。整備士。凛とミサが搭乗するジェットマシン・「Orcano（オルカーノ）」のことを「ルカちゃん」と呼んでおり、ジェットレース部が廃部だった間も密かに手入れをしていた。公式ルールや他校の情報、マシンのパーツ事情に明るい。
新紫集院 文ヶ（しんしじゅういん ふみか）
声 - 金元寿子
区立浅草女子高校の生徒会長。凛がジェットレース部の再創部を進めていた時、部員不足（あと1人）を理由に再創部を却下していたが、「紫集院かぐやとジェットレースで対決した」と凛が言った途端態度を急変して、「紫集院かぐやに勝つこと」を条件に廃部していたジェットレース部の再創部を認めると同時に人数合わせ的に部員となる。家系が紫集院家の分家のため、従姉妹のかぐやには対抗意識を持っており、名前を「ぶんけ」と呼ばれるとキレる。アニメでは父親（声 - 松本忍）が登場している。
山田（やまだ）
声 - 小松未可子
区立浅草女子高校の女性英語教師。凛に懇願されてジェットレース部の顧問となる。部活の練習などにはあまり顔を出さないものの、凛たちの活躍には喜んでおり、試合中には事故を起こさないよう心配するなど根は思いやりのある教員。

### DRESS
紫集院 かぐや（しじゅういん かぐや）
声 - 田所あずさ
私立武蔵野女学館3年。18歳。ジェットレース名門校のエースジェッター。高校生では扱いが難しいとされる重量級の機体である「珠風（たまかぜ）」を自在に扱い、ブーストは滅多に試合で使わないため「ブーストレスクイーン」と呼ばれる。自信家かつプライドが高い名家のお嬢様で、制服をロングドレスのように着ている。実は人知れず自らを徹底的に鍛え上げている程の自分に厳しい努力家。黒丸とのコンビネーションも抜群だが、勝利に対して執着が強すぎるという面もある。周囲が何でもやってくれるような恵まれた環境で育ったが故に、「自分が必死で努力してこそ成し遂げられるもの」を求めてジェットレースをやっている。神田川杯の決勝で惜しくも2位に終わるも、凹むことなく凛・ミサのさらなる成長を見越して試合後直ぐに練習再開を決めるなど前向きで潔い面もある。
満腹 黒丸（まんぷく くろまる）
声 - 洲崎綾
私立武蔵野女学館3年。18歳。身長178cm・体重70kgの巨躯。紫集院家に仕える忍者の末裔で、運動能力は高い。かぐやのことは同級生だが、家系上の関係もあって「かぐや様」と呼ぶ。かぐやからは呼び捨てで呼ばれている。のんきで無邪気な性格をしているが、レースでは口調に反して冷静沈着な面もある。どんな厳しいトレーニングにも耐えることができるが、大食いでいつも何かを口にしており、食事制限だけは苦手で体重は増加しつつある。このため、コーチのリサやパートナーのかぐやに体重管理を常に注意されている。スナイパーライフルを使用し、射撃の腕は高い。語尾に「なのだ」をつけて話す。

### ヘルズ・キッチン
パン・ツウィ
声 - 大久保瑠美
大手芸能事務所「COCOAプロダクション」とジェットマシンメーカー「Mer Spatiale（メール・スパシエル）」が、共同で設立したCSプロダクション学園の1年。「歌って疾走れるアイドル」としてジェットレース界でも注目されている双子ユニット「ヘルズ・キッチン」のメンバーで、ティナの姉。ヘアスタイルはツインテール。普段はアイドルらしく振る舞うが、裏ではかなりの毒舌で、たまにその毒舌が表に出てしまう。レースよりもアイドル活動を重視して、オファーの殆どがこき使いに等しいものばかりを受けてくる学園（事務所）の方針に不満を抱いており、本気のレースがしたいと思っている。使用機体の「Les Soeurs SL（レ・スール エスエル）」は、小柄なパン姉妹が扱うこともあって機体重量を極限まで軽量化しているため、先行逃げ切りを得意としている。珍しくまともなオファー（旅番組）のロケで凛の郷里・小値賀島を訪れた際、凛が波黄蘭の娘であることに驚いている。
パン・ティナ
声 - 大空直美
CSプロダクション学園1年。双子ユニット「ヘルズ・キッチン」のメンバーで、ツウィの妹。ヘアスタイルはお団子頭。双子ゆえのコンビネーションのほか、姉のツウィと同じ体型を維持することで驚異的なバランス力を持つ。アイドルの設定は「気まぐれなネコ」。姉同様、時折クールな本音が垣間見えてしまうことも。また、本気を出したいというフラストレーションが顔に出てしまうため、ツウィですら沸点に達することを恐れている。2挺のハンドガンを使用するシューター。

### 雲海SURFERS
ジェニファー・ピーチ
声 - Lynn
カリフォルニア・コーストハイスクール日本支部2年。アメリカのジェットレース名門校の特待生で、エミリーと共に日本支部に留学してきたアメリカ人。湘南で海の家を経営する叔母の影響で日本文化に興味を持ち、特にサムライが好きだが、その知識はネットやゲームで得ているため勘違いしているところも大きい。銭湯に入ることが好き。エミリーとともに浅草女子のメンバーと仲良くなり、何かと世話を焼いてくれることもある。アイドルとしての「ヘルズ・キッチン」が好きで、神田川杯の決勝で対戦できたことを喜んでいる。使用機体の「Cuisine2（キジーツー）」はブースト最優先の設計のため、直線での勝負は得意だが混戦になると弱い面がある。
エミリー・オレンジ
声 - ファイルーズあい
カリフォルニア・コーストハイスクール日本支部2年。ジェニファー同様、日本のことが大好きなアメリカ人で、思い込んだら一直線な性格。ニンジャを敬愛しており、「ござる」が口癖。バズーカを使用するシューター。バズーカは一発あたりの威力は大きいものの水切れが早い難点があり、神田川杯決勝時はトンネル（お茶の水分水路）内の混戦の中、ミサの攻撃でマシンがぐらついた直後にブーストをかけて追いついてきたMKHUに彼女が焦ってバズーカを放ったことでヘルズ・キッチンとMKHU、雲海SURFERSの3チームの同時クラッシュリタイアを招いてしまう。

### MKHU
白石 マナツ（しらいし マナツ）
声 - 安済知佳
「偏差値は高くないが明るく楽しい校風」と評される新宿区立高田馬場女学院の2年。ノリの良い黒ギャルで制服も露出度高く着こなしており、下着や水着も大胆なTバックでミサからは「馬場女（ばばじょ）のエロギャルコンビ」呼ばわりされているが、本人たちは「セクシーギャルコンビ」と呼んでいる。見た目に反してゆずの生々しい下ネタに赤面する純情な面もある。使用機体である「XUIVER（スイバー）」の小回りがきく性能を活かしたコーナリング操縦を得意とする。ゆずの方が学年が上だが二人の上下関係意識はほとんどなく、ゆずのことは呼び捨てでタメ口である。なお、チーム名の「MKHU」は「マジクゥー」と読み、「マジ（Maji）」「カワイイ（Kawaii）」「ハヤイ（Hayai）」「ウマイ（Umai）」の頭文字を繋げたギャル語的な略語を由来としている。
緑川 ゆず（みどりかわ ゆず）
声 - 前田佳織里
新宿区立高田馬場女学院3年。ゆるふわ系でエロチックな雰囲気を醸し出す目立ちたがり屋の白ギャル。ジェットレースは賞金目当てでしている。普段は気だるそうにしているが、Sッ気を覗かせるような発言をすることも。ショットガンを使うシューター。学年が下のマナツに対しても下ネタでからかうことはあるものの普通に仲が良く「マナッちゃん」と呼びお互いタメ口（ギャル語）で話し、レース以外での遊びでもコンビネーションは良い。レースを離れれば自撮りやゲームを楽しむ呑気さもあり、神田川杯決勝でリタイアしても落ち込むことなくマナツと2人で他チームに記念撮影を持ちかけていた。

### 水龍會
環 楓花（たまき ふうか）
声 - 朝井彩加
在校生の多くが神職を目指していると言われる聖橋大學附属高校の2年。幼少期から外に出る機会が少なく本（主に太宰治の作品）ばかり読んでいたことから、太宰の『人間失格』の文体である手記のような言葉を使って話す。普段は礼儀正しいが、マシンに乗ると荒々しい口調と操縦スタイルに豹変して、時にはパートナーのいのりを振り落とすこともある。使用機体である「滅紫 THE HUNTER（メッシ ザ・ハンター）」の重量が大きく安定性が良いこともあり、他のジェッターがあまりやらないようなマシンをぶつける戦法も使う。その豹変ぶりから、かつてはパートナーがついていけず何回もコンビが変わっていたが、いのりと組むようになってから安定を得ている。神田川杯の決勝では先述の戦法でDRESSと激しく先頭を争っていたが、ミサと黒丸の集中攻撃を受けてマシンをスピンさせられて3位に終わる。
翠田 いのり（みすだ いのり）
声 - 内田彩
聖橋大學附属高校2年。神田川の主を祀る神社の娘で、裏表なく誰にでも礼儀正しい上、家事全般を卒なく熟せる優しい性格だが、生真面目すぎて冗談が通じない一面も。また、怒らせると一番怖い。ガトリングガンを使うシューター。レースで豹変する楓花を試合後に落ち着かせるなど、彼女の精神安定に大きく寄与している。

### その他
波黄 蘭（なみき らん）
声 - 日髙のり子
凛の母親（故人）。ジェットレース界では「伝説のジェッター」として知られている。世界大会に出場するほどの有名選手であったが、普段は夫や娘らと島で暮らし、娘をよく可愛がる家庭的な面もあり、凛にも慕われていた。後に続く者にとって憧れの選手で、「ヘルズ・キッチン」の2人は生前に一度会ったことがあり、帰省中の凛にその時の思い出を語っている。
蒼井 リサ（あおい リサ）
声 - 茅原実里
ミサの姉。現役当時は 「10年に1度のシューター」 として波黄蘭無き後のジェットレース界を支え、現在は武蔵野女学館ジェットレース部のコーチを務めている。
万条 あくあ（まんじょう あくあ）
声 - M・A・O
CSプロダクション学園2年。レースの実況や情報番組のMCを担当している。「ヘルズ・キッチン」のファンクラブの会員番号は「2」。
syoco
声 - 佐藤聡美
CSプロダクション学園3年。レースの解説や情報番組のコメンテーターを担当している。「ヘルズ・キッチン」のファンクラブの会員番号は「1」。

## 用語
ジェットレース
本作の世界で行われている架空のスポーツ。「ジェットマシン」と呼ばれる水上バイクに2人1組で乗り、ジェッターが操縦を担当し、シューターがウォーターガンによる狙撃で妨害し、先着を競う。機体には「ダメージターゲット」が設定されており、一定の攻撃が蓄積されるとパワーカットされ速度が出せなくなる。中高生の部活でも行われており、神田川をはじめとした河川がレース用に整備されていて、レースのコース設定に応じて障害物などの設備が起動する。河川の使用権は、ジェットレース協会に所属した部活が予約して使用する。神田川がジェットレース発祥の地とされており、最高峰のレース・「神田川杯」に優勝することはジェットレーサーの憧れかつ名誉である。
ジェットマシン
水上スキーの一種で、競技用と一般用が存在する。マシンを製造するメーカーは複数あり、それぞれ違った特性・機能を保有している。自分のマシンの性能を最大限に引き出すことや、対戦相手のマシンの性能を理解することも、レースに勝利するために重要である。レース中に衝突・転覆するとリタイア扱いになる場合もあり、さほど試合上のメリットも大きくないため、対戦相手にマシンをわざとぶつける戦法はあまり取られることはない。
ブースト
ジェットマシンは走行距離に準じてエネルギーがチャージされる。一定量溜めたエネルギーを放出して一時的にエンジンパワーを増幅させる機能を「ブースト」と呼び、ジェットマシンの性能に応じたさらなる推進力を得ることができる。ただし、チャージしたエネルギーを使い切るかダメージ・ポイントが蓄積されてパワーカット・システムが作動するまで止まらないので、使いどころが重要となる。また、ブースト中にターンするとマシンが大きく膨らんでしまうというデメリットがある。
ダメージ・ターゲット
ジェットマシンの機体に複数設定されている「的」。シューターがウォーターガンで射撃する。ターゲットに衝撃を与えることでショック・ウェーブを発生させ、対戦相手のマシンの挙動を乱すことができる。
ダメージ・ポイント
ダメージ・ターゲットが狙撃されることにより、蓄積されるポイント。狙撃しづらく、ウォーターガンの威力が高いほどポイントの量は変動する。
パワーカット・システム
蓄積されたダメージ・ポイントが一定値を越えると、ジェットマシンのエンジンパワーが一時的にカットされる機能。マシンのスピードが減退するため、勝負に大きく左右されることも。
ジェッター
ジェットマシンの操縦士。ブーストやドリフトを駆使し、対戦相手よりも早くゴールすることを目指す。レース中、シューターと呼吸を合わせながらマシンを操縦する技術やブーストの使いどころを読む力も必要となる。多数のチームが同時出走するレースだと、先行タイミングを読み間違うと後続のシューター達から集中攻撃を受けるリスクもあるため、飛び出すタイミングの判断力も重要。レース終盤で後述の「水切れ」になった時は、ジェッターが一手に勝負を担うことになる。
シューター
ジェッターが操縦するマシン上（後部）で、ウォーターガンを使用して対戦相手やマシンを攻撃する狙撃手。激しく揺れ続けるマシン上で正確に狙撃する技術と、ウォーターガンの特性に応じて残弾数を計算した臨機応変な攻撃の組み立てが求められる。
ウォーターガン
シューターが対戦相手を妨害するために使用する小型高圧放水銃。攻撃威力が大きいもの、連射モードに特化したものなど様々な種類が存在し、各チーム特徴に合ったものを使用している。レース中は給水が出来ない（いわゆる「弾切れ」にあたる「水切れ」となった場合は、ウォーターガンをコース上に投棄することになる。投棄したウォーターガンは、後で回収・返却される）ため、狙撃のタイミングもシューターの腕次第。
ジェットスーツ
ジェットレーサーがレース中に着用するスーツ。ウォーターガンの射撃で強い衝撃を受けると「安全のため」スーツがパージ（解除）される仕組みとなっている（パージされたジェットスーツは、ウォーターガンと同様に後で回収・返却される）。通常シューターはマシンのダメージ・ターゲットを狙って撃つため、ジェットスーツへの狙撃は対戦相手への牽制として行われることが多い。

## テレビアニメ
2019年10月から2020年1月までAT-Xほかにて放送された。ナレーションは日髙のり子。AT-X以外の放送・配信に関しては伏せ表現・演出を取り入れたものとなっている。

### スタッフ
- 原作 - KJG BOOSTERS[5]
- 原案 - 高木謙一郎[5]
- 監督・シナリオ協力 - 金子ひらく[5]
- シリーズ構成 - 雑破業[5]
- キャラクター原案 - 鳴子ハナハル[5]
- キャラクターデザイン - 宮澤努[5]
- 総作画監督 - 宮澤努[5]、ごとうじゅんじ[5]
- マシンデザイン - 麦谷興一[5]、山本七式[5]
- プロップデザイン - 宮豊[5]
- 美術監督 - 中村典史[5]、平良亜衣子[5]
- 美術設定 - 佐藤歩[5]
- 色彩設計 - 松山愛子[5]
- 3DCG監督 - 廣住茂徳[5]
- 撮影監督 - 尾形拓哉[5]、伏原あかね[5]
- 編集 - 木村佳史子[5]
- 音響監督 - 濱野高年[5]
- 長崎県方言監修 - ごとうじゅんじ
- 音楽 - ノイジークローク[5]
- 音楽プロデューサー - 吉江輝成
- 音楽制作 - ランティス[5]
- チーフプロデューサー - 田中翔、高木謙一郎、畠山拓郎
- プロデューサー - 元長聡、小酒井省吾、竹山茂人、礒谷徳知、谷本千明
- アニメーションプロデューサー - 河井敬介
- プロデュース - EGG FIRM[5]
- アニメーション制作 - ティー・エヌ・ケー[5]
- 製作 - KJG PARTNERS[5]（KADOKAWA、マーベラス、バンダイナムコアーツ、AT-X、レッグス、EGG FIRM）

### 主題歌
「BULLET MERMAID」
主人公の波黄凛（篠原侑）と蒼井ミサ（小原莉子）によるオープニングテーマ。作詞は古屋真、作曲・編曲はヤナガワタカオ。
「RIVALS」
田所あずさによるエンディングテーマ。作詞は安藤紗々、作曲・編曲は神田ジョン、ストリングスアレンジは松田彬人。

### 各話リスト
| 話数 | サブタイトル           | 脚本     | 絵コンテ                                | 演出                      | 作画監督 |
| ---- | ---------------------- | -------- | --------------------------------------- | ------------------------- | --- |
| #1   | 神田川が呼んでいる     | 雑破業   | 金子ひらく                              | ながはまのりひこ          | 宮澤努 ごとうじゅんじ 清水勝祐 中島美子 櫻井拓郎 なかじまちゅうじ 羽野広範                                             |
| #2   | エースのプライド       | 雑破業   | 西島克彦                                | 藏本穂高                  | 宮澤努 ごとうじゅんじ 清水勝祐 はっとりますみ 斉藤香織 神田岳 渡辺はるか                                               |
| #3   | おのぼりん             | 雑破業   | どじゃがげん 金子ひらく                 | 村山靖                    | 山村俊了 阿形大輔 粟井重紀 津熊健徳 岡辰也 烏宏明                                                                      |
| #4   | マイフェイバリット     | 雑破業   | 朝岡卓矢                                | 朝岡卓矢                  | 朝岡卓矢 ウィリアム・リー 神田岳 きむら剛 ごとうじゅんじ 斉藤香織 齊藤佳子 榊原大河 清水勝祐 はっとりますみ 渡辺はるか |
| #5   | アイドルレーサー       | 雑破業   | どじゃがげん 金子ひらく                 | 玉田博                    | 佐藤敏明 服部憲知 櫻井拓郎 ごとうじゅんじ 齋藤佳子                                                                     |
| #6   | 二人に足りないもの     | 雑破業   | 西島克彦                                | 南康宏                    | 神田岳 北島勇樹 きむら剛 ごとうじゅんじ 斉藤香織 齊藤佳子 榊原大河 櫻井拓郎 清水勝祐 中島美子 はっとりますみ           |
| #7   | 疾走る理由             | 小山真   | 柳沢テツヤ                              | ながはまのりひこ          | 永作友克 安達祐輔 服部憲知 坪田慎太郎 本田創一 林信秀                                                                  |
| #8   | にゅうにゅうさま       | 徳永卓司 | どじゃがげん 金子ひらく                 | 加藤顕                    | 向山祐治 門智昭 柏木信弘 ごとうじゅんじ 齊藤佳子 清水勝祐 渡辺はるか                                                   |
| #9   | 豹変ジェッター         | 山下憲一 | 朝岡卓矢                                | 朝岡卓矢                  | 齊藤佳子 ごとうじゅんじ 北島勇樹 清水勝祐 斉藤香織 渡辺はるか 中島美子 神田岳 朝岡卓矢                                 |
| #10  | サマーバイトレシーブ   | 小山真   | 西島克彦                                | ながはまのりひこ          | 佐藤敏明 齊藤佳子 ごとうじゅんじ 神田岳 石動仁 清水勝祐 北島勇樹 福島豊明 渡辺はるか 斉藤香織 福永純一                 |
| #11  | 凛、実家へ帰る         | 徳永卓司 | 柳沢テツヤ                              | 工藤寛顕                  | 小島えり 北條真純 川口弘明                                                                                             |
| #12  | 私たちのジェットレース | 山下憲一 | 柳沢テツヤ 西島克彦 朝岡卓矢 金子ひらく | ながはまのりひこ 朝岡卓矢 | 朝岡卓矢 神田岳 きむら剛 北島勇樹 ごとうじゅんじ 齊藤佳子 佐藤敏明 清水勝祐 渡部はるか                                 |

### 放送局
| 放送期間                                                                             | 放送時間                     | 放送局   | 対象地域   | 備考                                            |
| ------------------------------------------------------------------------------------ | ---------------------------- | -------- | ---------- | ----------------------------------------------- |
| 2019年10月8日 - 2020年1月7日                                                         | 火曜 23:30 - 水曜 0:00       | AT-X     | 日本全域   | 製作参加 / CS放送 / リピート放送あり / R15+指定 |
| 2019年10月9日 - 2020年1月8日                                                         | 水曜 0:30 - 1:00（火曜深夜） | TOKYO MX | 東京都     |                                                 |
|                                                                                      | 水曜 3:00 - 3:30（火曜深夜） | 毎日放送 | 近畿広域圏 | 『アニメ特区』第2部                             |
| 2019年10月10日 - 2020年1月9日                                                        | 木曜 0:00 - 0:30（水曜深夜） | BS11     | 日本全域   | BS放送 / 『ANIME+』枠                           |
| AT-Xでは同年9月25日に第1話が先行放送された。この放送では制限指定はかけられていない。 |                              |          |            |                                                 |

| 配信開始日     | 配信時間                       | 配信サイト |
| -------------- | ------------------------------ | --- |
| 2019年10月9日  | 水曜 0:00（火曜深夜） 更新     | dアニメストア |
| 2019年10月16日 | 水曜 1:00（火曜深夜） 以降更新 | ニコニコ生放送 ニコニコチャンネル AbemaTV GYAO! ひかりTV FOD バンダイチャンネル J:COMオンデマンド ビデオパス アニメ放題 U-NEXT Amazonプライム・ビデオ Rakuten TV DMM.com ビデオマーケット HAPPY!動画 ムービーフルplus MBS動画イズム TVer |

### BD / DVD
| 巻 | 発売日        | 収録話         | 規格品番   | 規格品番   |
| 巻 | 発売日        | 収録話         | BD         | DVD        |
| -- | ------------- | -------------- | ---------- | ---------- |
| 1  | 2020年1月24日 | 第1話 - 第4話  | ZMXZ-13651 | ZMBZ-13661 |
| 2  | 2020年2月26日 | 第5話 - 第8話  | ZMXZ-13652 | ZMBZ-13662 |
| 3  | 2020年3月25日 | 第9話 - 第12話 | ZMXZ-13653 | ZMBZ-13663 |

## ゲーム
PlayStation 4用ソフトとして2020年1月16日にマーベラスより発売されたが、Steam版では2020年8月26日に配信予定。パッケージ版の初回ロット分は、テレビ未放送のOVAを収録したBDやアニメ及びゲームで使用したサントラCD3枚組やブックレット等が同梱される。コラボとして、『閃乱カグラ』のキャラクターもプレイアブルで10名が登場する。
本作の設定通り、シューターによる攻撃やブーストによる一時的な加速、障害物やジャンプ台によるショートカット・加速が盛り込まれている。また、プレイヤーのキャラメイクが可能になっており、ゲーム本編やミニゲームで得られるポイントを使用して衣装やアクセサリーなどを購入することができる。そして今作オリジナルの二人組チームも参加する。

### 神楽坂工業高校
紅衣 神威（くれない かむい）
声 - 松岡由貴
神楽坂工業高校3年。18歳。地中に埋まっているという赤い珠を求めて御付の奈楽と一緒に世界を旅していた少女。工業高校へと通学している最中、偶然見かけたジェットレースに興味を持ち、建造中の採掘機をジェットマシン「LAVCAR MarkIV（ラブカー マークフォー）」へと改良して参戦する。
真谷 奈楽（まみや ならく）
声 - 甲斐田裕子
神楽坂工業高校2年。16歳。神威と一緒に世界を旅していた少女。基本的に居眠りが多く、表情も乏しく口数も少ないが、駄洒落を好んで話す一面もある。

## Webラジオ
波黄凛役の篠原侑と蒼井ミサ役の小原莉子によるWebラジオ『神田川JET GIRLS〜凛とミサのJET RADIO〜』が、2019年10月14日から2020年01月20日までの全7回 を音泉にて隔週配信。

### ゲスト
- 第2回（11月2日） Lynn・ファイルーズあい
- 第3回（11月25日） 大久保瑠美・大空直美
- 第4回（12月9日） 安済知佳・前田佳織里
- 第5回（12月23日） M・A・O・佐藤聡美
- 第6回（2020年1月6日） 朝井彩加・内田彩
- 第7回（1月20日） 田所あずさ・洲崎綾